# BV 246
ブローム・ウント・フォス BV 246「ハーゲルコルン」は、第二次世界大戦時にドイツのブローム・ウント・フォス社で開発された滑空誘導爆弾である。

## 経緯
この滑空爆弾は当初「BV 226」の名称の下でリヒャルト・フォークト博士によって設計され、後の1943年12月12日にこれは最終的な名称であるBV 246へと変更された。
これはJu 88、もしくはHe 111から投下するよう意図されており、このどちらとも本兵器3発を携行できた。また速度550km/h、高度7,000mから投下するものとされ、この兵器に上限210kmの射程を与えた。僅かな角度でダイブするBV 226は、速度900km/hに到達し得た。
BV 246の構造は非常に単純であり、そのため本兵器は量産が行えた。この兵器は空力学的に均整が取れており、高アスペクト比の主翼が取り付けられ、これにより滑空比25対1を可能とした。主翼はコンクリートで製造され、鋼製のコアを包んで固められていた。初期バージョンの本兵器は十字形状の尾翼を持ち、後期バージョンでは幅広の水平尾翼の端部に2枚の垂直尾翼を装着した。本兵器の全長は3.53m、また翼幅は6.4mである。全重は730kg、このうち435kgは炸裂する弾頭部分である。
最初の試験では基本的な設計は作動したものの、この兵器が非常に低精度であることが示され、またこれを理由として本兵器は採用拒否となった。しかしながら開発作業が1943年に再開された。単純で廉価な構造を理由とし、11種類の異なるバージョンが計画され、また新規の開発契約がカールスハーゲン試験センターと結ばれた。一連の試験がこの兵器の精度改善のために開始され、KG 101は空中投下を担当した。見込みの無い結果にもかかわらず、ドイツ航空省は1943年12月12日、なお量産開始の命令を出した。1944年2月、V1飛行爆弾の成功を理由として契約はキャンセルされた。
この兵器は1945年初期にもう一度取り上げられた。これは初期の形態を持つ対レーダーミサイルとしてであり、連合国軍のレーダー波送信装置へと爆弾を誘導する「Radieschen」受動型シーカーを使用するよう設計された。約1,000発が生産されたが、実戦投入は全くされていない。

### 書籍
- Smith, J. Richard and Kay, Anthony. German Aircraft of the Second World War. London: Putnam & Company Ltd., 3rd impression 1978, p. 664-666. ISBN 0-370-00024-2.